# ヨシップ・スココ
ヨシップ・スココ（Josip Skoko、1975年12月10日 - ）は、オーストラリア、南オーストラリア州マウントガンビア出身の同国代表の元サッカー選手（MF）。

## 経歴
1997年3月にオーストラリア代表デビュー。FIFAコンフェデレーションズカップ1997では準優勝した。2000年にはオーバーエイジ枠で自国開催のシドニーオリンピックにも出場した。また、2006 FIFAワールドカップにも出場した。2007年までに51試合に出場、9得点をあげた。

## 所属クラブ
- ノースジーロング -1995
- ハイデュク・スプリト 1995-1999
- KRCヘンク 1999-2003
- ゲンチレルビルリイ 2003-2005
- ウィガン・アスレティック 2005-2008

→ ストーク・シティ 2006 (loan)
- ハイデュク・スプリト 2008-2010
- メルボルン・ハートFC 2010-2011

## 代表歴

### 出場大会
- オーストラリア代表
  - 2006 FIFAワールドカップ

### 試合数
- 国際Aマッチ 51試合 9得点（1997年-2007年）[1]

| オーストラリア代表 | 国際Aマッチ | 国際Aマッチ |
| 年                 | 出場        | 得点        |
| ------------------ | ----------- | ----------- |
| 1997               | 6           | 0           |
| 1998               | 2           | 0           |
| 1999               | 0           | 0           |
| 2000               | 7           | 1           |
| 2001               | 8           | 1           |
| 2002               | 0           | 0           |
| 2003               | 2           | 0           |
| 2004               | 10          | 4           |
| 2005               | 8           | 1           |
| 2006               | 6           | 2           |
| 2007               | 2           | 0           |
| 通算               | 51          | 9           |